# 齐泊腾坦
齐泊腾坦（INN：Zibotentan，开发代号：ZD4054）是阿斯利康正在开发的一种实验性抗癌候选药物。它是一种内皮素受体拮抗剂。
齐泊腾坦被FDA授予治疗前列腺癌的快速通道地位。
它未能通过针对前列腺癌的III期临床试验，但计划进行其他试验。齐泊腾坦加欧洲紫杉醇的耐受性已经过评估。
齐泊腾坦还在临床试验中进行了研究，用于治疗乳腺癌、结直肠癌、非小细胞肺癌、卵巢癌、硬皮病相关肾病、骨转移和心力衰竭。